# Anthony Summers

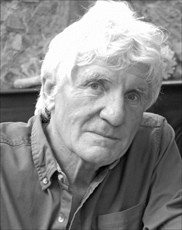
Anthony Summers (2010)

Anthony Bruce Summers (* 21. Dezember 1942 in Irland) ist ein irischer Bestseller-Autor und investigativer Journalist, dessen Bücher mit mehreren Preisen ausgezeichnet wurden.

## Leben
Anthony Summers studierte an der University of Oxford. Später arbeitete er vorübergehend für die Schweizerische Radio- und Fernsehgesellschaft, ging dann aber nach Großbritannien, wo er Mitarbeiter der BBC wurde.
Schwerpunkte seiner Arbeit waren Fernsehbeiträge aus den Vereinigten Staaten, Mittel- und Lateinamerika und über die Konflikte in Vietnam, dem Nahen Osten und Afrika. Daneben widmete er sich dem Attentat auf Martin Luther King und der Ermordung von Robert F. Kennedy. 1975 schmuggelte er Kameras in die damalige Sowjetunion und konnte als Einziger ein Fernsehinterview mit dem regimekritischen Physiker Andrei Sacharow führen, als dieser unter Hausarrest stand und gerade den Friedensnobelpreis erhalten hatte.
Bei seinen Büchern arbeitete er häufig mit der US-amerikanischen Autorin Robbyn Swan zusammen, die er 1992 heiratete. Insgesamt verfassten beide fünf gemeinsame Bücher.
Ihr Buch über die Terroranschläge am 11. September 2001 gelangte in die Finalrunde zum Pulitzerpreis.

## Bücher (Auswahl)
- mit Tom Mangold, The File on the Tsar, New York: Harper & Row 1976; ISBN 978-0-7528-4937-9 (Digitalisat) – Deutsche Übersetzung unter dem Titel Der Zarenmord. Nikolaus II. und seine Familie, Bastei-Lübbe; ISBN 978-3-404-01197-1
- Conspiracy: Who Killed President Kennedy, Collins, London: Fontana Books 1980; ISBN 978-0-00-635426-0 – Deutsche Übersetzung unter dem Titel Die Wahrheit über den Kennedy-Mord, München: Langen Müller 1983; ISBN 978-3-548-34997-8
- Goddess: The Secret Lives of Marilyn Monroe, London: Macmillan 1985 – Deutsche Übersetzung unter dem Titel Marilyn Monroe. Die Wahrheit über ihr Leben und Sterben, Düsseldorf: Verlag V. Gollancz 1985; ISBN 978-0-575-03641-3
- mit Stephen Dorril, The Secret Worlds of Stephen Ward: Sex, Scandal and Deadly Secrets in the Profumo Affair, London: Headline Publishing Group, 1987; ISBN 978-1-4722-1663-2
- The Secret Life of J. Edgar Hoover, Corgi Books 1994; ISBN 978-0-552-14204-5 – Deutsche Übersetzung unter dem Titel J. Edgar Hoover. Der Pate im FBI, München: Langen Müller 1993; ISBN 978-3-7844-2472-9
- mit Robbyn Swan, The Ghosts of November, in: Vanity Fair, Dezember 1994 (Digitalisat)
- Not in Your Lifetime: The Defining Book on the JFK Assassination, 1998
- The Arrogance of Power: The Secret World of Richard Nixon, Phoenix Press. 2001; ISBN 978-1-84212-431-4
- mit Robbyn Swan, Sinatra: The Life, New York: Knopf 2005; ISBN 978-0-375-41400-8
- mit Robbyn Swan, The Eleventh Day: The Full Story of 9/11, Ballantine Books, New York 2012, ISBN 978-0-8129-7809-4
- mit Robbyn Swan, Looking for Madeleine, London: Headline Publishing Group. 2014